# Vishal Bhardwaj
Vishal Bhardwaj (Bijnor, Uttar Pradesh, 4 de agosto de 1965) es un director de cine, escritor, guionista, compositor y cantante de playback o de reproducción indio.

## Biografía
Bhardwaj nació en Bijnor pero se crio en Meerut, Uttar Pradesh, hijo de Satya Bhardwaj, una ama de casa, y Bhardwaj Ram, un escritor y poeta popular. Su padre era empleado del gobierno y un inspector de la caña de azúcar. Como un hombre joven, Bhardwaj se trasladó a Nueva Delhi. Cursó su licenciatura en la Universidad Hindú de Delhi, donde nutrió su talento y también conoció a su esposa, Rekha Bhardwaj. Él también participa en teatros de Nueva Delhi.

## Carrera
Bhardwaj comenzó su carrera como cantante participando junto a otros poco conocidos como Ghazal en los festivales de distintos eventos como en el Pragati Maidan de Nueva Delhi. Él se introdujo más tarde a R.V. Pandit, quien le ofreció un trabajo en su compañía discográfica en la CBS en Nueva Delhi.

## Filmografía
| Año  | Película | Personaje                                                    | Notas |
| ---- | --- | ------------------------------------------------------------ | --- |
| 2017 | Rangoon |                                                              | |
| 2012 | 2 States | Director, Compositor                                         | |
| 2012 | Dedh Ishqiya                                                                                                 | Producer, Composer                                           | |
| 2011 | 7 Khoon Maaf                                                                                                 | Director, Producer, Composer, Writer (Dialogue & Screenplay) | |
| 2010 | Ishqiya | Composer, Writer, Producer                                   | Winner, National Film Award for Best Music Direction Nominated, Filmfare Best Music Director Award |
| 2009 | Kaminey | Composer, Director, Writer (Dialogue & Screenplay)           | Nominated, Filmfare Best Director Award Nominated, Filmfare Best Music Director Award |
| 2008 | Haal-e-dil                                                                                                   | Composer                                                     | |
| 2008 | U Me Aur Hum                                                                                                 | Composer                                                     | |
| 2007 | No Smoking                                                                                                   | Composer, Producer                                           | |
| 2007 | Nishabd | Composer                                                     | |
| 2007 | Dus Kahaniyaan                                                                                               | Writer (Dialogue & Screenplay)                               | |
| 2007 | Blood Brothers                                                                                               | Director, Writer (Dialogue)                                  | |
| 2007 | Migration | Writer (Dialogue)                                            | |
| 2006 | Omkara | Composer, Director, Writer (Dialogue & Screenplay)           | Winner, National Film Award - Special Jury Award Nominated, Filmfare Award for Best Director Winner, Cairo International Film Festival, Best Artistic Contribution in Cinema of a Director Winner, Kara Film Festival, Best Music Director Nominated, International Indian Film Academy's Popular Award for Best Dialogue, Best Director, Best Music Director, Best Screenplay (shared) & Best Story |
| 2005 | The Blue Umbrella a.k.a Chhatri Chor                                                                         | Composer, Director, Producer                                 | Winner, National Film Award for Best Children's Film, shared with Ronnie Screwvala |
| 2005 | Ramji Londonwale                                                                                             | Composer                                                     | |
| 2005 | Bhagmati | Composer                                                     | |
| 2003 | Maqbool | Composer, Director, Producer, Writer (dialogue & screenplay) | Winner, International Indian Film Academy's Technical excellence award for Best Dialogue & Best Screenplay (shared with Abbas Tyrewala) Nominated, Golden Kinnaree Award for Best Film at Bangkok International Film Festival Winner, Zee Cine technical Award for Best Dialogue and Best Screenplay Nominated, Zee Cine Award for Best Director & Best Story                                        |
| 2003 | Paanch | Composer                                                     | |
| 2003 | Chupke Se | Composer                                                     | |
| 2003 | Danav | Composer                                                     | |
| 2003 | Kagaar: Life on the Edge                                                                                     | Composer                                                     | |
| 2002 | Makdee | Composer, Director, Producer, Writer (Story & Dialogue)      | Winner at 2nd Place, the Adults Jury Award, at the Chicago Children's Film Festival in the 'Live-Action Feature Film or Video' category |
| 2002 | Mulaqat | Composer                                                     | |
| 2001 | Love ke liye kuch bhi karega                                                                                 | Composer                                                     | |
| 2001 | Choo Lenge Akash                                                                                             | Composer                                                     | |
| 2000 | Dil Pe Mat Le Yaar                                                                                           | Composer                                                     | |
| 1999 | Hu Tu Tu | Composer                                                     | |
| 1999 | Godmother | Composer                                                     | Winner, National Film Award for Best Music Direction |
| 1999 | Jahan Tum Le Chalo                                                                                           | Composer                                                     | |
| 1998 | Daya | Composer                                                     | Malayalam film |
| 1998 | Chachi 420                                                                                                   | Composer                                                     | |
| 1998 | Satya | Composer                                                     | |
| 1998 | Sham Ghansham                                                                                                | Composer                                                     | |
| 1997 | Betaabi | Composer                                                     | |
| 1997 | Tunnu Ki Tina                                                                                                | Composer                                                     | |
| 1996 | Maachis | Composer                                                     | Winner, R D Burman Award for New Music Talent |
| 1996 | Sanshodhan (enlace roto disponible en Internet Archive; véase el historial, la primera versión y la última). | Composer                                                     | |
| 1995 | Fauji | Composer                                                     | |

### Música y dirección
- Barse Barse (2011)
- Ishqa Ishqa
- Boodhe Pahadon Par
- Jungle Book

### Playback o Reproducción
- "Bekaraan" − 7 Khoon Maaf (2011)
- "Aur Phir Yun Hua" − Striker (2010)
- "Kaminey" − Kaminey (2009)
- "U Me Aur Hum" − U Me Aur Hum (2008)
- "Kash Lagaa" − No Smoking (2007)
- "O Saathi Re" − Omkara (2006)